# Palazzo della Ragione (Milánó)

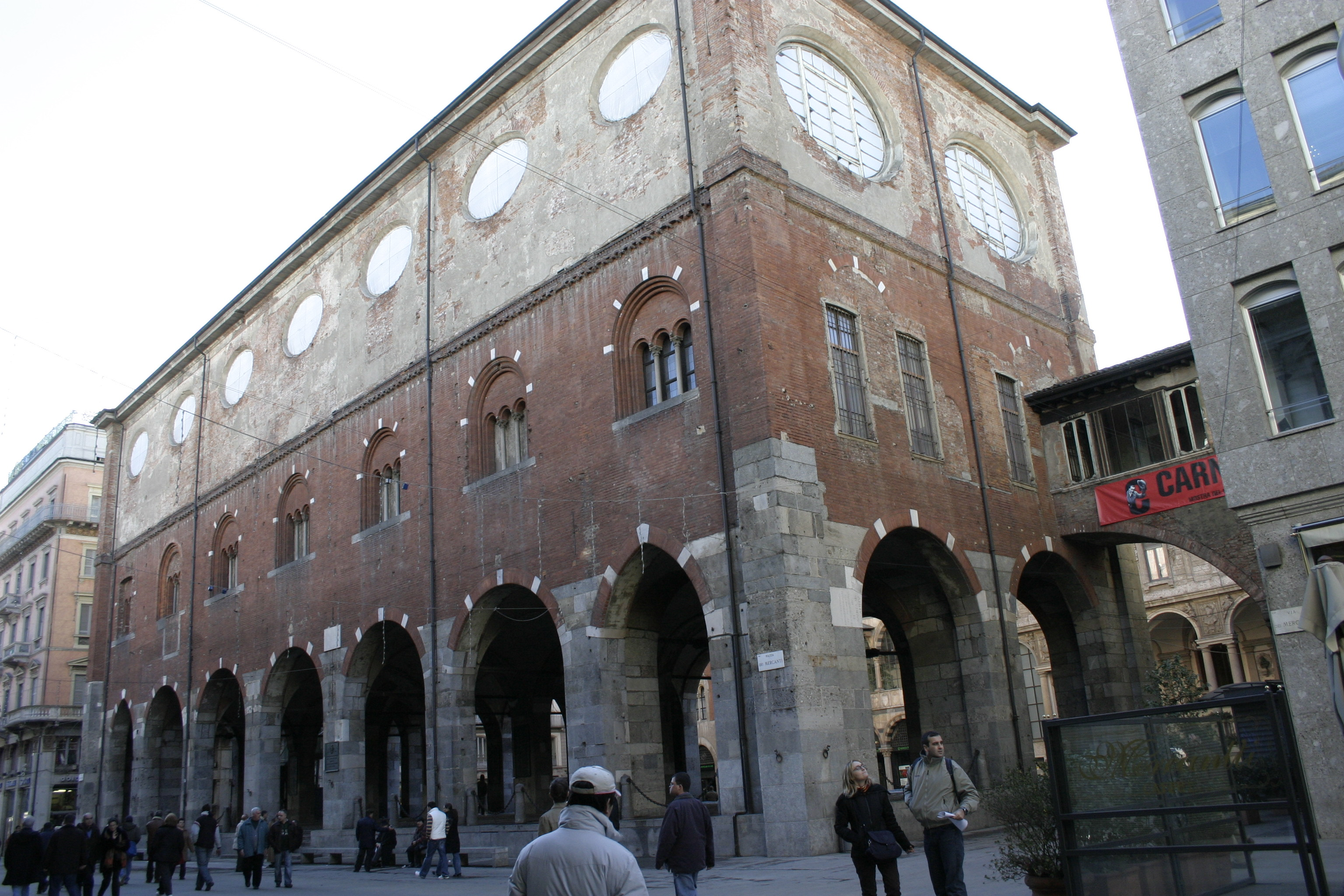
A palota

A Palazzo della Ragione (vagy Broletto Nuovo) egy palota Milánó egyetlen épségben fennmaradt középkori terén, a Piazza Mercantin. Különleges ismertetőjele a földszinti árkádsor.

## Leírása
A palota építését 1228-ban kezdték el és 1233-ig tartott. Stílusát tekintve a román stílus és a gótika keveredése. A palotába helyezte Oldrado da Tresseno polgármester a városi tanácsot. 1770-ben alakították át és ekkor költözött be a városi levéltár, a tanács pedig átköltözött a szomszédos Palazzo Marinóba. A levéltárban mintegy 40 millió iratot őriznek; a legrégebbi 1290-ből való.
A tér felé néző homlokzat közepén, félköríves záródású fülkében késő román stílusú dombormű látható, amely Oldrado da Tresseno polgármestert ábrázolja lovon, s latin nyelvű felirata a polgármester érdemeit örökíti meg. A mű a Milánó önállóságának idejéből származó legjelesebb képzőművészeti emlék; Benetto Antelaminak tulajdonítják.